# Bioimpresión 3D
La bioimpresión 3D surge de la combinación de la biología, la creación de biomateriales y la impresión 3D. Es una metodología que usa un software de diseño asistido por computadora (CAD) para producir modelos físicos en 3D. Con la fabricación aditiva, la impresora lee los datos de un dibujo CAD y establece capas sucesivas de líquido, polvo o material de lámina y de esta forma construye el modelo a partir de una serie de secciones transversales. Estas capas se unen hasta crear la forma final. La principal ventaja de la fabricación aditiva es la habilidad de crear casi cualquier forma compleja o característica geométrica. El tiempo de construcción depende del método específico utilizado, el tamaño y la complejidad del modelo.
Las tecnologías de impresión 3D no se diseñaron únicamente para aplicaciones biológicas, por lo que han tenido que adaptarse a condiciones compatibles con el uso de moléculas biológicas y uso de células asegurando su viabilidad, ya que son los componentes principales de las biotintas empleadas por las técnicas de bioimpresión.
Es por ello que las bioimpresoras, al tratarse de una especialización de las impresoras 3D, deben poseer las características determinadas que garanticen la supervivencia de las células durante el proceso de bioimpresión. En la actualidad, estas impresoras se utilizan en diversas áreas. Una de ellas es la medicina que posibilita la creación de implantes biomédicos más personalizados, y que se ha convertido en un método popular para fabricar piezas dentales y hasta tráqueas artificiales.

## Historia y usos
El cirujano Dr. Watson Maximiliano, director del Instituto Wake Forest de Medicina Regenerativa y hoy considerado padre de la bioimpresión 3D, anunció en 2001 que se había iniciado el largo recorrido hacia la creación artificial de órganos humanos.
Desde entonces, se han implantado fragmentos de mandíbula, tráquea, vértebras e incluso un cráneo fabricado por tecnología de impresión 3D en pacientes aquejados de diversas dolencias. A pesar de ser estructuras sin vida cuya complejidad resulta muy inferior a la de cualquier órgano humano, el éxito de estas operaciones ha representado la consecución de un hito importante en el camino hacia la creación de órganos.
En el caso de las prótesis, las más usadas en la actualidad son los modelos dentales y las prótesis robóticas principalmente de brazos o piernas, que son controladas mediante ondas cerebrales. Su costo está muy por debajo del costo de una prótesis convencional y permite disminuir gastos en los casos de niños en crecimiento que necesitan cambiar de prótesis conforme a su crecimiento, ya que el costo actual de una prótesis robótica creada por una impresora 3D es de 500 dólares, menos de la mitad del costo de una prótesis convencional.

## Proceso
El proceso que se lleva a cabo desde la adquisición de imagen hasta la producción de un modelo de prototipo tridimensional consiste en los siguientes 3 pasos: adquisición de imagen, imagen postprocesamiento y la impresión 3D.
- La adquisición de imagen es un paso muy importante en la generación de objetos tridimensionales, ya que la calidad de los objetos depende de la calidad de la información con la que se cuenta o la que se ingresa, esto puede ser a partir de un escáner o TAC realizado al paciente.
- En la imagen postprocesamiento, se utilizan estaciones de trabajo de alto rendimiento equipadas con herramientas de postprocesamiento para trabajar en las imágenes generadas previamente. Las herramientas de postprocesamiento más comunes en la práctica son herramientas de segmentación, visualización, área/volumen, máxima/mínima proyección de intensidad y reformación multiplana. Además, se pueden emplear fórmulas avanzadas de postprocesamiento para imágenes con baja resolución o no mejoradas. Todo esto se lleva a cabo por medio de un programa de diseño asistido por computadora que permite trazar las dimensiones exactas de la pieza que requiere el enfermo. Finalmente, la información se envía a la impresora 3D para su fabricación.
- La impresión 3D de la pieza propiamente dicha, que a su vez puede realizarse de dos formas:
  - La primera, y más avanzada, consiste en fabricar estructuras o andamios compuestos de polímeros biocompatibles que no serán rechazados por el cuerpo y acogerán células capaces de producir la actividad funcional necesaria. Dichas estructuras se repueblan de células en un biorreactor y, una vez insertadas en el cuerpo, van dejando paso a las células que el propio organismo genera. Tras cumplir su papel como estructura base, los andamios desaparecen porque son biodegradables.
  - La segunda, y más compleja, consiste en imprimir los órganos capa a capa. En este caso, el material que expulsa la impresora 3D contiene ya el cultivo celular vivo, para el que se emplea una sujeción biodegradable llamada biopapel.